# Список литовських дипломатів (1940–1990)
У статті наведений список литовських дипломатів, які продовжували представляти незалежну Литву після окупації тої Радянським Союзом в червні 1940.
Сполучені Штати відповідно до доктрини Стімсона не стали визнавати законність прилучення до Радянського Союзу, що знайшло вираження в Декларації Веллеса від 23 липня 1940 року. Чимало західних держав послідували американському прикладу й теж не визнали анексії. Це створило підмурок державної спадкоємності балтійських країн й дозволило литовським дипломатам, базованим у різних посольствах і консульствах, продовжити свою роботу від імені незалежної Литви аж до розпаду СРСР.  

## Місця до окупації
За даними Міністерства закордонних справ, станом на 1 січня 1939 р. Литва мала 14 делегацій (Лондон, Париж, Берлін, Вашингтон, округ Колумбія, Москва, Рим, Святий Престол, Брюссель, Буенос-Айрес, Рига, Таллінн, Женева (до Ліги) Націй), Прага та Варшава), вісім генеральних консульств (Нью-Йорк, Копенгаген, Торонто, Кенігсберг, Цюріх, Роттердам, Тель-Авів, Клайпеда), шість консульств (Чикаго, Сан-Паулу, Рига, Даугавпілс, Лієпая, Тільзіт), сім почесних генеральних консульств, 33 почесних консульства та шість почесних віце-консульств.
Восени 1940 року литовська дипломатична служба мала п'ять представництв (Вашингтон, округ Колумбія, Лондон, Святий Престол, Женева та Буенос-Айрес), два генеральних консульства (Нью-Йорк та Тель-Авів) та три консульства (Чикаго, Сан-Паулу та Харбін). На той час, коли Литва проголосила незалежність у березні 1990 року, у неї залишилось три легації та два консульства.

## Список
| Розташування                                  | Функція                | Ім'я | Примітки |
| --------------------------------------------- | ---------------------- | --- | --- |
| Шеф дипломатії                                | Шеф дипломатії         | Стасіс Лозорайтіс (1940—1983 †) Стасіс Антанас Бачкіс (1983—1991)                                                                   | |
| Вашингтон, округ Колумбія, США                | Посольство             | Повілас Жадейкіс (1934—1957 †) Юозас Каєцкас (1957—1976) Стасіс Антанас Бачкіс (1976—1987) Стасіс Лозорайтіс (молодший) (1987—1993) | |
| Лондон, Велика Британія                       | Посольство             | Броній Казіс Балутіс (1934—1967 †) Вінкас Балікас (1967—1993)                                                                       | |
| Святий Престол, Ватикан                       | Посольство             | Стасіс Гірдвайніс (1939—1970 †) Стасіс Лозорайтіс (молодший) (1970—1992)                                                            | |
| Женева / Берн, Ліга націй                     | Посольство             | Юргіс Шауліс (1939—1946) | Ліга Націй була розпущена в 1946 році. |
| Буенос-Айрес, Аргентина                       | Посольство             | Казімієрас Граужиніс (1939—1947) | Переїхав до Монтевідео, Уругвай, після встановлення Аргентиною дипломатичних відносин з СРСР у червні 1946 р. |
| Монтевідео, Уругвай                           | Посольство             | Казімієрас Граужиніс (1947—1961) Анатоліус Гришонас (1961—1977 †)                                                                   | Переїхав з Буенос-Айреса. Граужиніс переніс серцевий напад у 1961 році та помер у 1962 році. Закрито, коли не можна знайти заміну для Гришонаса. |
| Ріо-де-Жанейро, Бразилія                      | Посольство             | Фріц Дж. Мейєр (1941—1961) | Відкрито та призначено після окупації. Закрито після встановлення Бразилією дипломатичних відносин з СРСР у листопаді 1961 р. Неофіційно тривало до смерті Мейєра в 1967 р. |
| Нью-Йорк, США                                 | Генеральне консульство | Йонас Будріс (1936—1964 †) Вітовт Сташиньскас (1964—1967 †) Аніцета Сімутіс (1967—1994)                                             | |
| Тель-Авів, Палестина                          | Генеральне консульство | Нахманас Рахмілевічюс (1935—1942 †) Гершонас Валкаускас (1942—1947)                                                                 | Закрито, коли Палестина відкликала визнання литовських дипломатів у лютому 1947 р. |
| Чикаго, США                                   | (Почесне) консульство  | Петрас Повілас Даужвардіс (1937—1971 †) Юзефа Даужвардієне (1971—1985) Вакловас Клейза (1985—1998)                                  | Після смерті Даужвардіса в 1971 р. Його дружину Юзефу було визнано генеральним почесним консулом. Вона не мала литовського громадянства, отже, не могла бути генеральним консулом. У 1985 році вона подала у відставку через погане самопочуття, її замінив генеральний почесний консул Клейза. |
| Харбін, Маньчжуру                             | Консульство            | Едуардас Ятуліс (1939—1945) | Продовжував функціонувати до вторгнення СРСР у Маньчжурію. |
| Сан-Паулу, Бразилія                           | Консульство            | Александрас Полішайтіс (1938—1961)                                                                                                  | Закрито після встановлення Бразилією дипломатичних відносин з СРСР у листопаді 1961 р. Неофіційно тривало до смерті Полішайтіса в 1966 р. |
| Примітка: † символ позначає рік смерті людини |                        | | |

## Дивитися також
- Список литовських дипломатів (1918–1940)